# Walter Boyce
Walter Boyce (Ottawa, 1946. október 29. –) kanadai raliversenyző.

## Pályafutása
1970 és 1974 között öt alkalommal nyerte meg a kanadai ralibajnokságot.
A rali-világbajnokság hat versenyén vett részt. 1973-ban az Egyesült Államokban rendezett, Press-on-Regardless elnevezésű futamon navigátorával, Doug Woods-al megszerezték Kanada egyetlen, és a Toyota autógyár első rali-világbajnoki futamgyőzelmét. A következő szezonban harmadik lett a hazájában rendezett versenyen, ezentúl azonban többé nem végzett dobogón a világbajnokság futamain.

### Rali-világbajnoki győzelem
| #  | Dátum              | Rali                | Navigátor  | Autó           | Összefoglaló |
| -- | ------------------ | ------------------- | ---------- | -------------- | ------------ |
| 1. | 1973. november 1-4 | Press on Regardless | Doug Woods | Toyota Corolla | Összefoglaló |